# سد ماربا
سد ماربا (به عربی: سد المرباة) یک سد در عربستان سعودی است که در استان باحه واقع شده‌است.